# 藤枝とおる
藤枝 とおる（ふじえだ とおる、1973年9月6日 - ）は、日本の漫画家。女性。乙女座のB型。岩手県盛岡市出身、宮城県仙台市在住。

## 来歴
岩手県立不来方高等学校、専門学校日本ビジネススクール仙台校(現在、専門学校日本デザイナー芸術学院)卒 。
1994年、ソニー・マガジンズにてデビュー。現在は『月刊プリンセス』で「夢部へようこそ」を連載中。

## 作品リスト

### 漫画
- Paper Feather（ソニーマガジンズ、全3巻）
- SONGS（ソニーマガジンズ、全1巻）
- AYZアイズ（ソニーマガジンズ、全4巻）
- SING A SONG（ソニーマガジンズ、全1巻）
- レンアイアレルギー（きみとぼく、全4巻）
- 渋谷君友の会（月刊ステンシル、全6巻）
- オヤユビヒメ∞(インフィニティ)（月刊プリンセス、全6巻）
- ドラゴン★ガール（月刊プリンセス、全5巻）
- 12人の優しい殺し屋〜ライブラ：黒き審判〜（月刊プリンセス、全2巻）
- ゆうれいアパート管理人（月刊プリンセス、全6巻）
- きみの好きな彼女（月刊プリンセス、全2巻）
- 夢部へようこそ（月刊プリンセス）※連載中

### アンソロジー
- 戦国アンソロジー 愛しの戦国武将BOYS（2010年、プリンセスコミックスデラックス） - 参加
- 弱虫ペダル 公式アンソロジー 放課後ペダル2（2014年、少年チャンピオン・コミックス）

### 挿絵
- さよなら、夏の訪問者（久木彩、講談社X文庫ティーンズハート）
- 生徒会探偵団シリーズ（立花薫、講談社X文庫ティーンズハート）